# 普爾 (内布拉斯加州)
普爾（英語：Poole）是位於美國內布拉斯加州水牛縣的普查規定居民點。

## 歷史
普爾的郵局於1906年設立，其後於1982年停運。

## 人口
根據2020年美國人口普查的數據，普爾的面積為7.12平方千米，當中陸地面積為6.99平方千米，而水域面積為0.13平方千米。當地共有人口22人，而人口密度為每平方千米3.09人。